# Ministério Público do Estado de Goiás

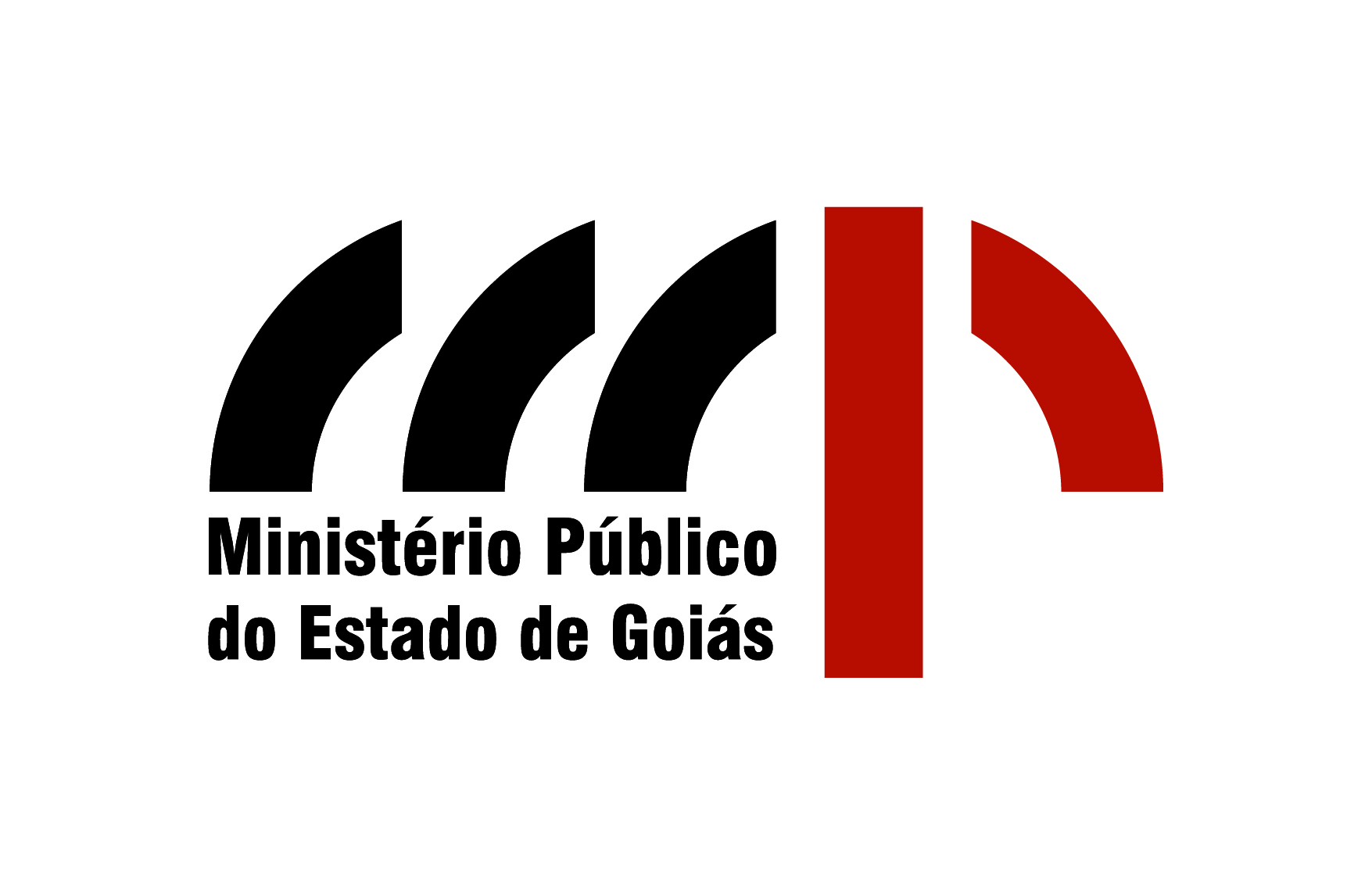

O Ministério Público do Estado de Goiás (MP-GO) é a instância estadual do Ministério Público no Estado de Goiás, que tem como objetivo defender os direitos dos cidadãos e os interesses da sociedade. Atualmente é chefiado por Aylton Flávio Vechi.

### Operações
- Operação Penalidade Máxima